# Dyschlorodes hepatias
Dyschlorodes hepatias là một loài bướm đêm trong họ Geometridae.